# La Ladera, Oaxaca
La Ladera är en ort i Mexiko.   Den ligger i kommunen Santiago Juxtlahuaca och delstaten Oaxaca, i den sydöstra delen av landet, 280 km söder om huvudstaden Mexico City. La Ladera ligger 1 579 meter över havet och antalet invånare är 154.
Terrängen runt La Ladera är bergig åt nordost, men åt sydväst är den kuperad. Runt La Ladera är det ganska glesbefolkat, med 32 invånare per kvadratkilometer. Närmaste större samhälle är Putla Villa de Guerrero, 16,1 km söder om La Ladera. I omgivningarna runt La Ladera växer i huvudsak städsegrön lövskog.